# Yaya Mbilé Bitang
Yaya Mbilé Bitang, née le 11 septembre 1978, originaire de Maroua dans la région de l'Extrême-Nord du Cameroun, est une actrice et metteuse en scène de théâtre. 

## Biographie
Yaya Mbilé Bitang nait le 11 septembre 1978 à Maroua au Cameroun.

### Formation
Yaya Mbilé Bitang est titulaire d’une licence en Arts du spectacle de l’université de Yaoundé.
Elle s'est formée en suivant des stages pratiques avec Gérard Essomba et Werewere-Liking et profite également de l'enseignement de Frédéric Fisbach, Ezzedine Gannoun, Michel Proc et Martha Vestin. 

### Carrière au théâtre
Elle a travaillé sous la direction des metteurs en scène camerounais suivants : Keki Manyo, Edwige Ntongon, Ambroise Mbia et Jacobin Yarro. Elle  apparait sur scène en France sous la direction de Annie Lucas pour le Théâtre de folle pensée à Saint-Brieuc et de Philippe Car pour Cartoon Sardines à Marseille, et en Belgique à Bruxelles avec Guy Theunissen de la Maison Ephémère de Bruxelles. En Afrique, en dehors du Cameroun, elle joue sous la direction de Valérie Goma et Amadou Bourou du Burkina Faso et Rodrigue Norman du Togo.

Yaya Mbilé fonde l’association Annoora en février  2003, afin de promouvoir le théâtre au Cameroun avec d'autres jeunes comédiens. Elle travaille durant cinq ans à l’organisation des Rencontres Théâtrales Internationales du Cameroun (RETIC) en tant que chargée de relations publiques, puis par la suite en tant qu’administratrice du festival. 

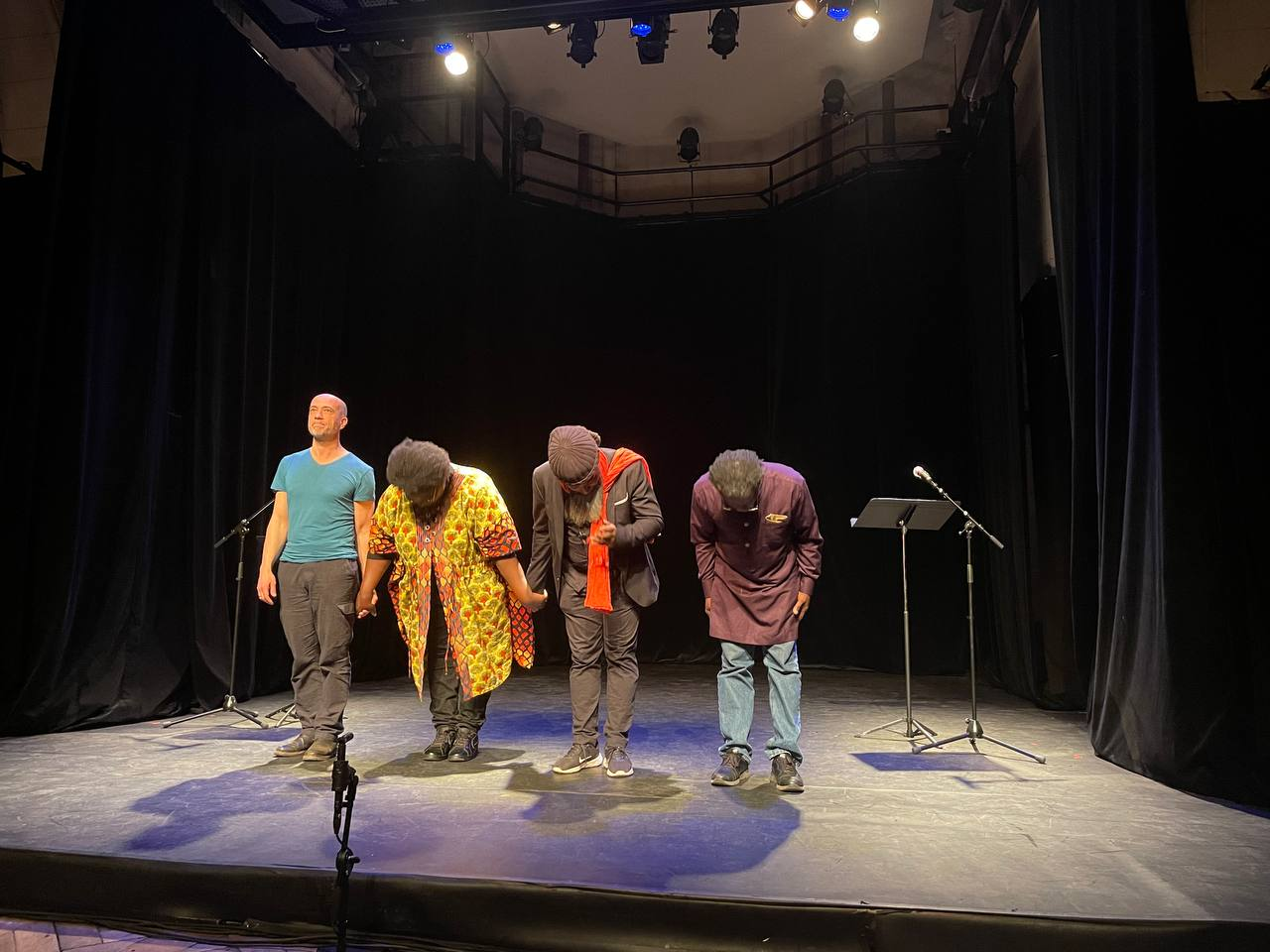
Philippe Richard, Yaya Mbilé Bitang, Soeuf Elbadawi et Fargass Assandé sur la scène des Zébrures du printemps à Limoges en 2024.

Elle collabore par ailleurs à l’organisation de plusieurs manifestations culturelles en Afrique, dont le festival Mantsina sur scène au Congo, organise des tournées au Cameroun, et administre des compagnies au Burkina Faso, au Congo et en France). Yaya Mbilé écrit des articles pour le compte  du Monde du Théâtre, du site Africultures et de L’Annuaire Mondial du Théâtre.
En 2020 elle joue au Théatre du Crochetan à Monthey dans le Valais en Suisse le rôle de Sganarelle dans le Dom Juan mis en scène par Lorenzo Malaguerra et Jean Lambert-wild et créé à Limoges. La mise en scène revisite la pièce sous l'angle du culte vaudou. Elle y porte le costume du Baron Samedi, un personnage du culte vaudou.
En 2020 elle joue durant les Zébrures d'automne à Limoges dans la pièce Là-Bas de Fargass Assandé dans laquelle elle interprète le rôle d'une mère dont le fils est parti « là-bas », c'est-à-dire en Occident,.

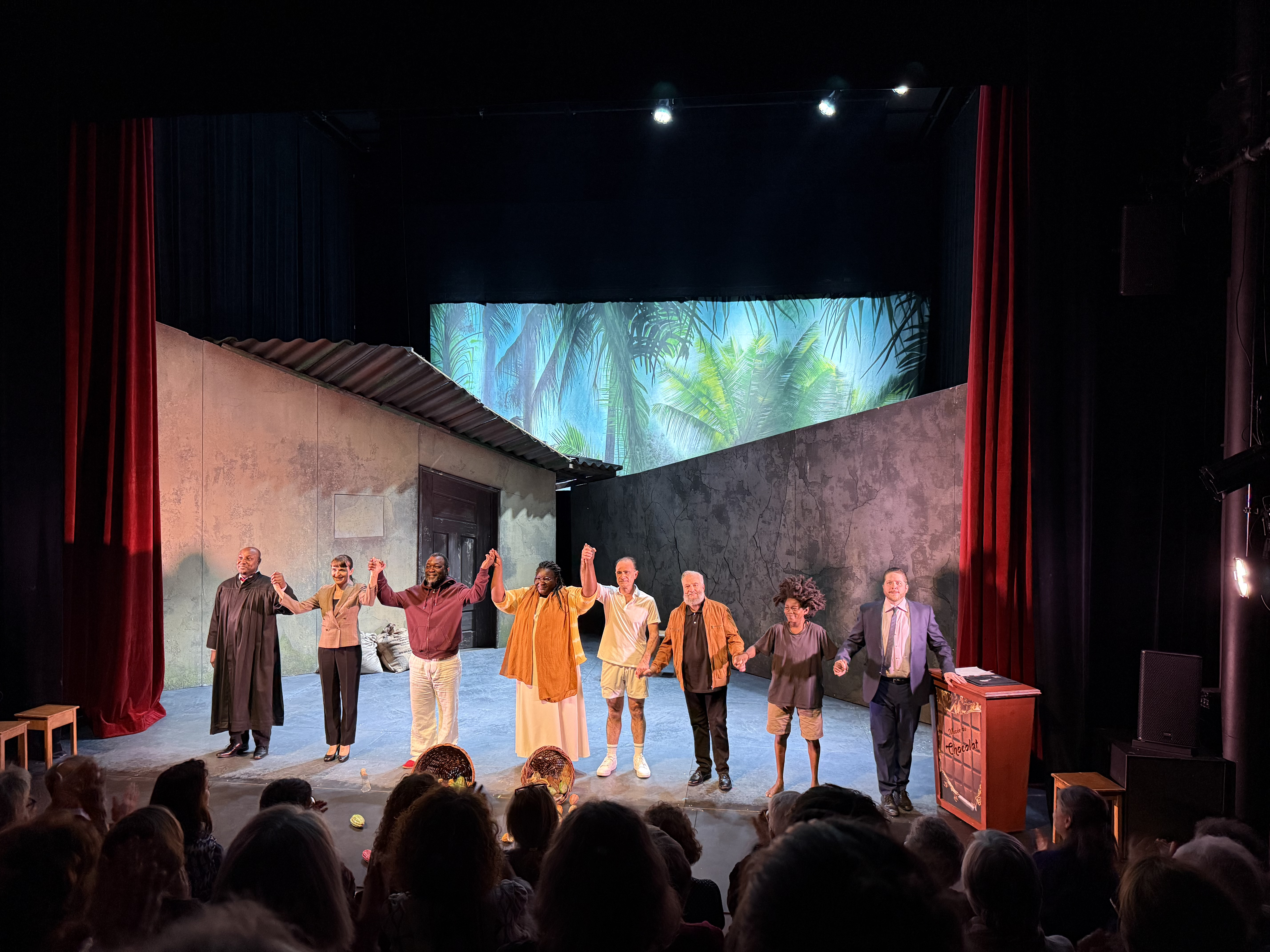
Représentation de CHOC ! La friandise des dieux de Dominique Ziegler en mai 2025 à la Maison du Grütli à Genève.

En 2024 elle joue au Zébrures du printemps dans Je suis blanc et je vous merde, de Soeuf Elbadawi qui suit le périple d'un voyageur blanc incarcéré pour avoir mangé à la même table que des hommes qui ont ourdi un complot d'État, dont Yaya Mbilé Bitang interprète la maîtresse.
En mai 2025 elle joue aux cotés de Jean-Alexandre Blanchet et Emmanuel Dabbous dans la pièce de Dominique Ziegler, CHOC ! La friandise des dieux à la Maison des arts du Grütli à Genève,.

## Réalisations artistiques

### Films et séries
- 2015 : L'oeil du cyclone, réalisé par Sekou Traoré, France, Burkina Faso, drame[14],[15]. Douze victoires et douze nominations.

- 2015 : Celui qui se moque du crocodile n'a pas traversé la rivière, de Géry Barbot, avec Emmanuel M'Baïde Rotoubam , Fargass Assandé , Mbilé Yaya Bitang, drame, 1h 19min[16]. Résumé : Eva, une fille métisse de 12 ans, vit dans une belle maison, rien ne semble lui manquer et pourtant elle vit dans la solitude et l'absence de ses parents qui se reposent sur le personnel de maison pour l'éduquer. L'errance imposée va la mettre en danger.

### Spectacles
- Fadhila (2024)[17].
- Je suis blanc et je vous merde (2024)[11].
- Choc !, Dominique Ziegler (2023).
- Mon Éli, Compagnie Soleil Glacé (Production), Paul Francesconi (2022).
- Je suis blanc et je vous merde (2022).
- Rivages, Lumière d’Août (Production), Alexandre Koutchevsky (2021).
- Là-bas, Compagnie N'Zassa (Production) (2020)[18].
- Rhapsodie de Gaël Octavia, Abdon Fortuné Koumbha Kaf (2020).
- Dom Juan ou le Festin de pierre de Molière, Lorenzo Malaguerra, Jean Lambert-wild, Jacques Lassalle (2019).
- Stabat Mater Furiosa de Jean-Pierre Siméon (2018).
- Mon ami n'aime pas la pluie, Compagnie Soleil Glacé (Production), Compagnie N'Zassa (Production), Paul Francesconi, Odile Sankara (2018)[19].
- Tragédie du roi Christophe de Aimé Césaire, Christian Schiaretti (2017)
- Monologue d'or et noces d'argent de Sony Labou Tansi, Fargass Assandé (2016).
- Déposition de Hélène Pedneault, Fargass Assandé (2014).
- Une saison au Congo de Aimé Césaire, Christian Schiaretti, Mehmet Ulusoy (2013).
- Celui qui se moque du crocodile n'a pas traversé la rivière, Compagnie Falinga (Production), Compagnie Annoora (Production), Compagnie Les Ménestrels (Production), La Maison Éphémère (Production), Brigitte Baillieux, Yaya Mbilé Bitang (2012).
- Le roi se meurt de Eugène Ionesco, Compagnie N'Zassa (Production), Fargass Assandé (2011).
- Petite fleur, N'Zassa Théâtre (Production), Fargass Assandé (2010).
- Quartett de Heiner Müller, Compagnie N'Zassa (Production) (2009).
- Ciel dans la ville Afrique/France de Alexandre Koutchevsky, Dieudonné Niangouna, Nicolas Richard, Aristide Tarnagda, Marine Bachelot Nguyen, Lumière d’Août (Production) (2007).